# 2021 UEFAスーパーカップ
2021 UEFAスーパーカップ（英語: 2021 UEFA Super Cup）は、欧州サッカー連盟 (UEFA) が開催する46回目、2000年に前年度シーズンのUEFAチャンピオンズリーグ優勝チームとUEFAヨーロッパリーグ（UEFAカップ）優勝チームが対戦する方式に変更されてから22回目のUEFAスーパーカップである。UEFAチャンピオンズリーグ 2020-21の優勝チームチェルシーとUEFAヨーロッパリーグ 2020-21の優勝チームビジャレアルが対戦した。
試合は2021年8月11日に北アイルランドのベルファストにあるウィンザー・パークで開催された。

## 出場チーム
| チーム       | 出場資格                              | 出場記録 (太字は優勝)      |
| ------------ | ------------------------------------- | -------------------------- |
| チェルシー   | UEFAチャンピオンズリーグ 2020-21 優勝 | 4 (1998, 2012, 2013, 2019) |
| ビジャレアル | UEFAヨーロッパリーグ 2020-21 優勝     | 初出場                     |

## 開催地選考
2018年9月28日に入札手続きが開始され、開催を希望する協会は2019年2月15日までに入札に関心を持っていることを示す必要があった。2月22日に94協会が関心を示していることが発表された。入札への参加を希望する協会は3月29日までに入札書類とともに最終提案を提出しなければならない。ただし、UEFA EURO 2020の開催地である協会は入札参加資格を有していない。
| 協会           | 都市         | スタジアム                         | 収容能力 | 備考 |
| -------------- | ------------ | ---------------------------------- | -------- | ---- |
| ベラルーシ     | ミンスク     | ディナモ・スタジアム               | 22,000人 |      |
| フィンランド   | ヘルシンキ   | ヘルシンキ・オリンピックスタジアム | 36,000人 |      |
| 北アイルランド | ベルファスト | ウィンザー・パーク                 | 18,434人 |      |
| ウクライナ     | ハルキウ     | メタリスト・スタジアム             | 40,003人 |      |

2019年9月24日にリュブリャナで開催されたUEFA執行委員会でウィンザー・パークが開催地に選ばれた。
リンフィールドFCの本拠地でもあるウィンザー・パークは1905年に開場した。サッカー北アイルランド代表の試合が主で、アイリッシュカップ決勝も当所で開催される。

## 試合

### 詳細
| 2021年8月11日 20:00 BST |

| チェルシー                                                                         | 1 - 1 (延長) | ビジャレアル                                                              |
| ツィエク 27分                                                                      | レポート     | ジェラール・モレノ 73分                                                   |
|                                                                                    | PK戦         |                                                                           |
| ハフェルツ アスピリクエタ アロンソ マウント ジョルジーニョ プリシッチ リュディガー | 6 – 5        | G・モレノ マンディ エストゥピニャン モイ・ゴメス ラバ フォイス アルビオル |

| ウィンザー・パーク, ベルファスト 主審: セルゲイ・カラセフ |

| チェルシー | ビジャレアル |

| GK                 | 16                 | エドゥアール・メンディ       |        | 119分 |
| CB                 | 14                 | トレヴォ・チャロバー         |        |       |
| CB                 | 15                 | クル・ズマ                   |        | 65分  |
| CB                 | 2                  | アントニオ・リュディガー     | 44分   |       |
| RM                 | 20                 | カラム・ハドソン＝オドイ     |        | 82分  |
| CM                 | 7                  | エンゴロ・カンテ             |        | 65分  |
| CM                 | 17                 | マテオ・コヴァチッチ         |        |       |
| LM                 | 3                  | マルコス・アロンソ           |        |       |
| RW                 | 22                 | ハキム・ツィエク             |        | 43分  |
| CF                 | 11                 | ティモ・ヴェルナー           |        | 65分  |
| LW                 | 29                 | カイ・ハヴァーツ             |        |       |
| サブメンバー:      |                    |                              |        |       |
| GK                 | 1                  | ケパ・アリサバラガ           | 警告   | 119分 |
| DF                 | 4                  | アンドレアス・クリステンセン |        | 65分  |
| DF                 | 6                  | チアゴ・シウヴァ             |        |       |
| DF                 | 21                 | ベン・チルウェル             |        |       |
| DF                 | 24                 | リース・ジェームズ           |        |       |
| DF                 | 28                 | セサル・アスピリクエタ       |        | 82分  |
| DF                 | 33                 | エメルソン                   |        |       |
| MF                 | 5                  | ジョルジーニョ               |        | 65分  |
| MF                 | 12                 | ルーベン・ロフタス＝チーク   |        |       |
| MF                 | 19                 | メイソン・マウント           |        | 65分  |
| FW                 | 9                  | タミー・エイブラハム         |        |       |
| FW                 | 10                 | クリスチャン・プリシッチ     |        | 43分  |
| 監督:              |                    |                              |        |       |
| トーマス・トゥヘル | トーマス・トゥヘル | トーマス・トゥヘル           | 45+3分 |       |

| GK             | 1  | セルヒオ・アセンホ         |       |      |
| RB             | 8  | フアン・フォイス           |       |      |
| CB             | 3  | ラウール・アルビオル       |       |      |
| CB             | 4  | パウ・トーレス             |       |      |
| LB             | 24 | アルフォンソ・ペドラサ     |       | 58分 |
| RM             | 21 | ジェレミ・ピノ             | 61分  | 91分 |
| CM             | 14 | マヌ・トリゲロス           |       | 70分 |
| CM             | 25 | エティエンヌ・キャプー     |       | 70分 |
| LM             | 18 | アルベルト・モレノ         |       | 85分 |
| CF             | 7  | ジェラール・モレノ         |       |      |
| CF             | 16 | ブライユ・ディア           |       | 85分 |
| サブメンバー:  |    |                            |       |      |
| GK             | 13 | ヘロニモ・ルジ             |       |      |
| DF             | 2  | マリオ・ガスパール         |       | 70分 |
| DF             | 12 | ペルビス・エストゥピニャン |       | 58分 |
| DF             | 15 | ホルヘ・クエンカ           |       |      |
| DF             | 20 | ルベン・ペーニャ           |       |      |
| DF             | 22 | アイサ・マンディ           |       | 91分 |
| MF             | 6  | マヌ・モルラネス           |       | 85分 |
| MF             | 10 | ビセンテ・イボーラ         |       |      |
| MF             | 17 | ダニ・ラバ                 | 119分 | 85分 |
| MF             | 23 | モイ・ゴメス               |       | 70分 |
| FW             | 9  | パコ・アルカセル           |       |      |
| FW             | 34 | フェルナンド・ニーニョ     |       |      |
| 監督:          |    |                            |       |      |
| ウナイ・エメリ |    |                            |       |      |

| マン・オブ・ザ・マッチ 副審 第4審判 VAR アシスタントVAR | 試合ルール - 試合時間は90分。 - 90分終了後同点の場合30分の延長戦が行われる。 - 120分終了後同点の場合PK戦が行われる。 - 控えの登録人数は12人。 - 最大交代人数は5人、延長戦では6人目の交代可能。 |

### 試合展開

#### 前半
9分、相手のクリアを奪ったエンゴロ・カンテがミドルシュートを放ったが枠の左に外れた。27分、左サイドからカイ・ハフェルツのグラウンダーのクロスをハキム・ツィエクが左足で合わせてチェルシーが先制した。ビジャレアルは、前半終了間際にはジェラール・モレノのクロスをアルベルト・モレノが左足で合わせてボレーシュートを放つが、クロスバーに当たり得点ならず、前半は1-0で折り返した。

#### 後半
53分、チェルシーGKエドゥアール・メンディがゴールキックで足を滑らせ、ボールが最前線のブライユ・ディアへ渡ると、ディアのスルーパスに反応したジェラール・モレノがGKと1対1となるが、シュートはメンディが触ってコースが変わり、ゴールとはならなかった。73分、高い位置でボールを奪うと、ジェラール・モレノがディアとのパス交換から右足でゴールを決めて、同点に追いついた。試合は1-1で延長戦に突入した。

#### 延長戦
99分、エリア内でハフェルツが粘って途中出場のクリスチャン・プリシッチがシュートを放つも、ゴールの左に外れた。108分にはプリシッチのドリブルから途中出場のメイソン・マウントにシュートチャンスが訪れたが、シュートはGKセルヒオ・アセンホがセーブした。
チェルシーはPK戦にむけ最後の交代で119分にGKケパ・アリサバラガを投入。そして試合は1-1で終了、PK戦に突入した。

#### PK戦
1人目で先攻のチェルシーのハフェルツのシュートをGKアセンホがセーブしたものの、2人目で後攻のビジャレアルのアイサ・マンディのシュートをGKケパがセーブして追いついた。その後は両者一歩も譲らぬままサドンデスに突入した。7人目、先攻のチェルシーはアントニオ・リュディガーが左に決めるが、後攻のビジャレアルの主将ラウール・アルビオルのシュートをGKケパがセーブして、チェルシーが勝利した。

#### 試合後
PKを見据えたGKの交代について、トーマス・トゥヘル監督は「データに基づいて決めていた。2月のバーンズリー戦(就任して初めてのカップ戦)でGKたちとは話し合っており、納得した上での交代だった」と明かし、「エディがあのように受け入れたことは素晴らしかった」と交代に理解を示したGKメンディへの感謝を述べた。下がったGKメンディは「ピッチにたてばチームを助けてくれることはわかっていた」とケパの活躍を喜んだ。2本のセーブで勝利に大きく貢献したケパは「通常の状況ではなかったが、準備はできていた」と語った。また試合2週間前に、自身が2年前のカラバオ杯決勝でGKウィリー・カバジェロとの交代を拒否し当時の監督マウリツィオ・サッリと衝突した騒動を振り返り、謝罪していた。
敗れたビジャレアルはUEFA主催試合のPK戦で初めて敗戦(3勝)となった。また監督ウナイ・エメリは通算4度目の準優勝となり、個人最多記録を更新した。

### 統計
|                | チェルシー | ビジャレアル |
| -------------- | ---------- | ------------ |
| 得点           | 1          | 0            |
| シュート       | 6          | 6            |
| 枠内シュート   | 3          | 1            |
| セーブ         | 1          | 2            |
| ボール支配率   | 61%        | 39%          |
| コーナーキック | 4          | 2            |
| ファール       | 5          | 6            |
| オフサイド     | 0          | 0            |
| イエローカード | 2          | 0            |
| レッドカード   | 0          | 0            |

|                | チェルシー | ビジャレアル |
| -------------- | ---------- | ------------ |
| 得点           | 0          | 1            |
| シュート       | 8          | 5            |
| 枠内シュート   | 3          | 3            |
| セーブ         | 2          | 3            |
| ボール支配率   | 49%        | 51%          |
| コーナーキック | 4          | 3            |
| ファール       | 3          | 4            |
| オフサイド     | 2          | 1            |
| イエローカード | 0          | 1            |
| レッドカード   | 0          | 0            |

|                | チェルシー | ビジャレアル |
| -------------- | ---------- | ------------ |
| 得点           | 0          | 0            |
| シュート       | 7          | 1            |
| 枠内シュート   | 1          | 0            |
| セーブ         | 0          | 1            |
| ボール支配率   | 63%        | 37%          |
| コーナーキック | 3          | 0            |
| ファール       | 2          | 5            |
| オフサイド     | 2          | 1            |
| イエローカード | 0          | 1            |
| レッドカード   | 0          | 0            |

|                | チェルシー | ビジャレアル |
| -------------- | ---------- | ------------ |
| 得点           | 1          | 1            |
| シュート       | 21         | 12           |
| 枠内シュート   | 7          | 4            |
| セーブ         | 3          | 6            |
| ボール支配率   | 57%        | 43%          |
| コーナーキック | 9          | 5            |
| ファール       | 10         | 15           |
| オフサイド     | 4          | 2            |
| イエローカード | 2          | 2            |
| レッドカード   | 0          | 0            |